# Scrooby
Scrooby is een kleine civil parish in het bestuurlijke gebied Bassetlaw, in het Engelse graafschap Nottinghamshire. 